# 8780 Forte
8780 Forte eller 1975 LT är en asteroid i huvudbältet som upptäcktes den 13 juni 1975 av den argentinska astronomn Mario R. Cesco vid El Leoncito-observatoriet. Den är uppkallad efter den argentinska astronomen Juan Carlos Forte.
Asteroiden har en diameter på ungefär 3 kilometer.